# 被詛咒的手
《被詛咒的手》（英語：The Man Who Would Not Shake Hands）是一部由史蒂芬·金於1982年所著的短篇小說，並於1985年收錄在短篇小說集《史蒂芬·金的故事販賣機》內，2009年，由伊恩·克林克執導改編成電影於錫達拉皮茲獨立電影節中上映。

## 故事簡介
故事講述一名男子喬治在俱樂部（與《四季奇譚》中收錄的中篇小說〈呼－吸－呼－吸〉同樣的俱樂部）中遇到一名怪人亨利·鮑爾，這名怪人從不與人來往，難得一次應邀參與賭局。賭局結束，這名怪人贏了一大班金錢，只是其中一名賭徒傑森欲握手恭賀，怪人即時連錢都不取就走。男子認為應該將錢還給怪人，所以四處查訪尋找怪人，最後在一個朋友中打聽到，這名怪人原本是派駐英屬印度孟買的大使，但在派駐期間，他的汽車令一名小孩死亡，小孩的父親對怪人下了詛咒，每個被怪人雙手碰到的人都必死無疑，結果詛咒生效，怪人只好過者離群獨居的生活。